# EYE Film Instituut Nederland

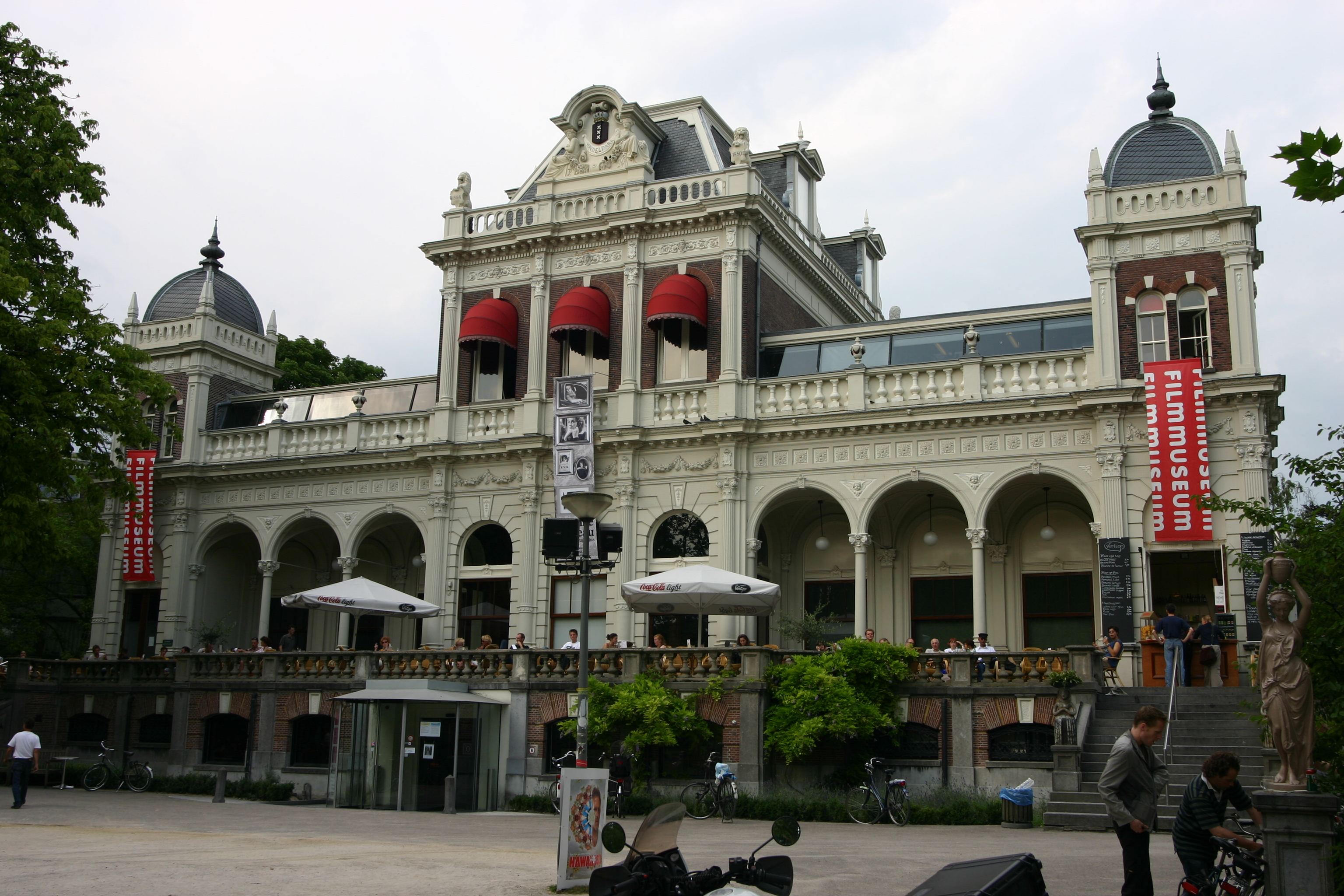
Das Niederländische Filmmuseum im Vondelparkpaviljoen

Das EYE Filmmuseum (früher Nederlands Filmmuseum) in Amsterdam ist das nationale Filmmuseum der Niederlande.

## Geschichte
Das Museum wurde 1946 als Nederlands Historisch Filmarchief gegründet und besteht seit 1952 unter seinem heutigen Namen. Seit 1972 befand sich das Filmmuseum in einem Pavillon im Amsterdamer Vondelpark. Der Vondelparkpaviljoen wurde 1874 bis 1881 nach Plänen von Willem Hamer jr. im Stil der Neorenaissance errichtet.
Das Filmmuseum verfügt über etwa 46.000 Filme (davon 7 Millionen Meter Zelluloidfilm aus der ersten Hälfte des 20. Jahrhunderts), mehr als 35.000 Filmplakate und rund 450.000 Fotografien. Selbstgesetztes Ziel des Museums ist die Bewahrung des filmgeschichtlichen Erbes und ebenso die Erhaltung einer lebendigen Filmkultur in den Niederlanden. Daher handelt es sich beim Bestand vor allem um niederländische Produktionen, aber auch ausländische Filme, die in niederländischen Kinos gelaufen sind. Das Museum hat zwei Filmvorführsäle und wird jährlich von mehr als 150.000 Besuchern frequentiert. Es führt auch Restaurierungen durch. Der Institution angeschlossen ist die größte niederländische Bibliothek für Filmliteratur. Im Keller des Museums ist ein Café-Restaurant untergebracht. 1991 wurde das Gebäude umfassend renoviert.

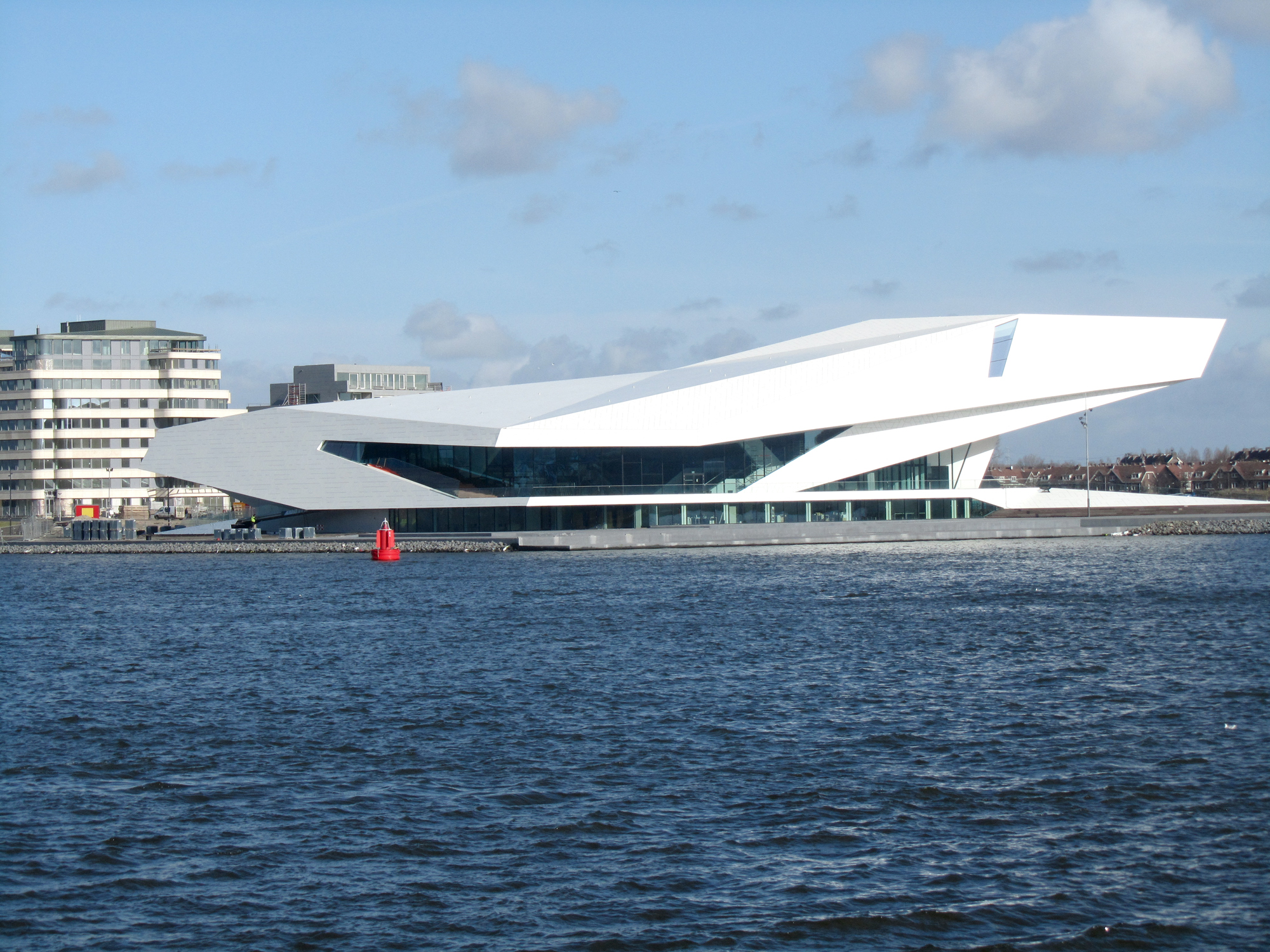
Neubau „EYE“, eröffnet im April 2012

Am 5. April 2012 zog das Amsterdamer Filmmuseum in einen Neubau auf das Overhoeks genannte, ehemals dem niederländischen Ölkonzerns Shell gehörende Gelände am Nordufer der IJ, zu Füßen des Shell-Towers, um. Als Sieger aus dem ausgeschriebenen internationalen Gestaltungswettbewerb ging 2005 der Entwurf des österreichischen Architekturbüros Delugan Meissl Associated Architects hervor. Nach dem Umzug trägt das Museum den Namen EYE. Filmmuseum.